# Brunnby församling
Brunnby församling är en församling i Bjäre-Kulla kontrakt i Lunds stift. Församlingen ligger i Höganäs kommun i Skåne län och utgör ett eget pastorat.

## Administrativ historik
Församlingen har medeltida ursprung och har utgjort och utgör ett eget pastorat.

## Befolkningsutveckling
| Befolkningsutvecklingen i Brunnby församling 1805–2015 | Befolkningsutvecklingen i Brunnby församling 1805–2015 | Befolkningsutvecklingen i Brunnby församling 1805–2015 | Befolkningsutvecklingen i Brunnby församling 1805–2015 | Befolkningsutvecklingen i Brunnby församling 1805–2015 |
| --- | ------------------------------------------------------ | ------------------------------------------------------ | ------------------------------------------------------ | ------------------------------------------------------ |
| |                                                        |                                                        |                                                        |                                                        |
| År |                                                        |                                                        | Folkmängd                                              |                                                        |
| 1805 | 1805                                                   |                                                        | 1 975                                                  |                                                        |
| 1810 | 1810                                                   |                                                        | 2 022                                                  |                                                        |
| 1820 | 1820                                                   |                                                        | 2 150                                                  |                                                        |
| 1830 | 1830                                                   |                                                        | 2 283                                                  |                                                        |
| 1840 | 1840                                                   |                                                        | 2 643                                                  |                                                        |
| 1850 | 1850                                                   |                                                        | 2 977                                                  |                                                        |
| 1860 | 1860                                                   |                                                        | 3 593                                                  |                                                        |
| 1870 | 1870                                                   |                                                        | 3 911                                                  |                                                        |
| 1880 | 1880                                                   |                                                        | 4 076                                                  |                                                        |
| 1890 | 1890                                                   |                                                        | 3 786                                                  |                                                        |
| 1900 | 1900                                                   |                                                        | 3 399                                                  |                                                        |
| 1910 | 1910                                                   |                                                        | 3 394                                                  |                                                        |
| 1920 | 1920                                                   |                                                        | 3 426                                                  |                                                        |
| 1930 | 1930                                                   |                                                        | 3 279                                                  |                                                        |
| 1935 | 1935                                                   |                                                        | 3 224                                                  |                                                        |
| 1940 | 1940                                                   |                                                        | 2 904                                                  |                                                        |
| 1945 | 1945                                                   |                                                        | 2 724                                                  |                                                        |
| 1950 | 1950                                                   |                                                        | 2 851                                                  |                                                        |
| 1955 | 1955                                                   |                                                        | 2 614                                                  |                                                        |
| 1960 | 1960                                                   |                                                        | 2 443                                                  |                                                        |
| 1965 | 1965                                                   |                                                        | 2 359                                                  |                                                        |
| 1970 | 1970                                                   |                                                        | 2 455                                                  |                                                        |
| 1975 | 1975                                                   |                                                        | 3 371                                                  |                                                        |
| 1980 | 1980                                                   |                                                        | 3 439                                                  |                                                        |
| 1985 | 1985                                                   |                                                        | 3 526                                                  |                                                        |
| 1990 | 1990                                                   |                                                        | 3 784                                                  |                                                        |
| 1995 | 1995                                                   |                                                        | 3 870                                                  |                                                        |
| 2000 | 2000                                                   |                                                        | 3 697                                                  |                                                        |
| 2005 | 2005                                                   |                                                        | 3 749                                                  |                                                        |
| 2010 | 2010                                                   |                                                        | 3 757                                                  |                                                        |
| 2015 | 2015                                                   |                                                        | 3 699                                                  |                                                        |
| Anm: För åren 1805-1945: befolkning enligt folkräkning 31 december enligt den administrativa indelningen den 1 januari följande år. 1950 avser befolkning enligt folkräkning den 31 december enligt den administrativa indelningen den 1 januari 1952. 1960-1970 avser befolkning enligt folkräkning den 1 november enligt den administrativa indelningen den 1 januari följande år. För åren 1955 samt 1975-2015: befolkning 31 december enligt den administrativa indelningen den 1 januari följande år. Sedan 1 januari 2016 sker inte folkbokföring per församling och därmed kan det hända att vissa personer inte ingår i församlingens folkmängd då de är skrivna på den fiktiva fastigheten På kommunen skriven som inte delas upp på församlingsnivå då de inte kunnat folkbokföras på en särskild befintlig fastighet. Den totala befolkningen i Svenska kyrkans församlingar är därför något lägre än den totala befolkningen i riket. |                                                        |                                                        |                                                        |                                                        |

## Kyrkor

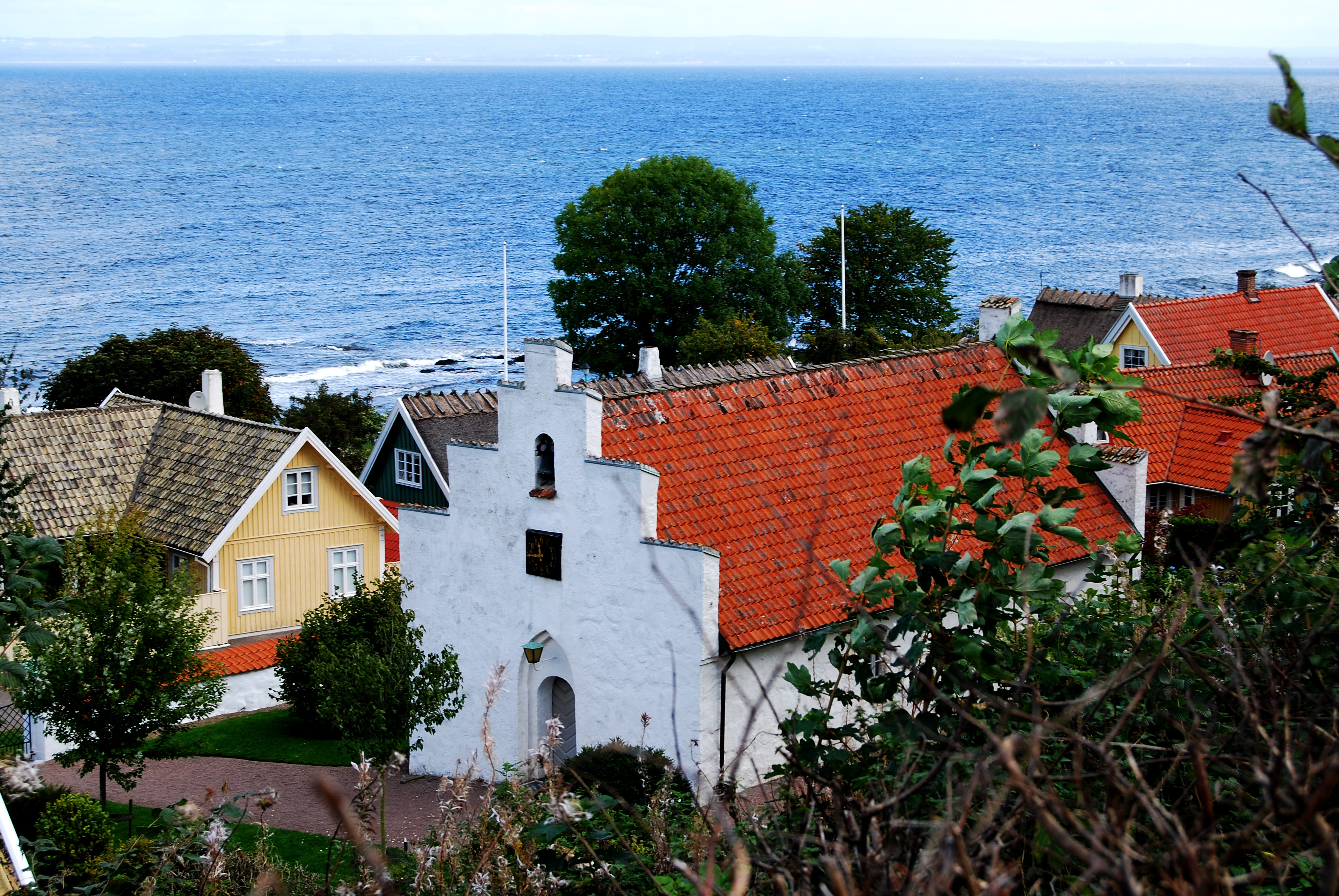
Arilds kapell
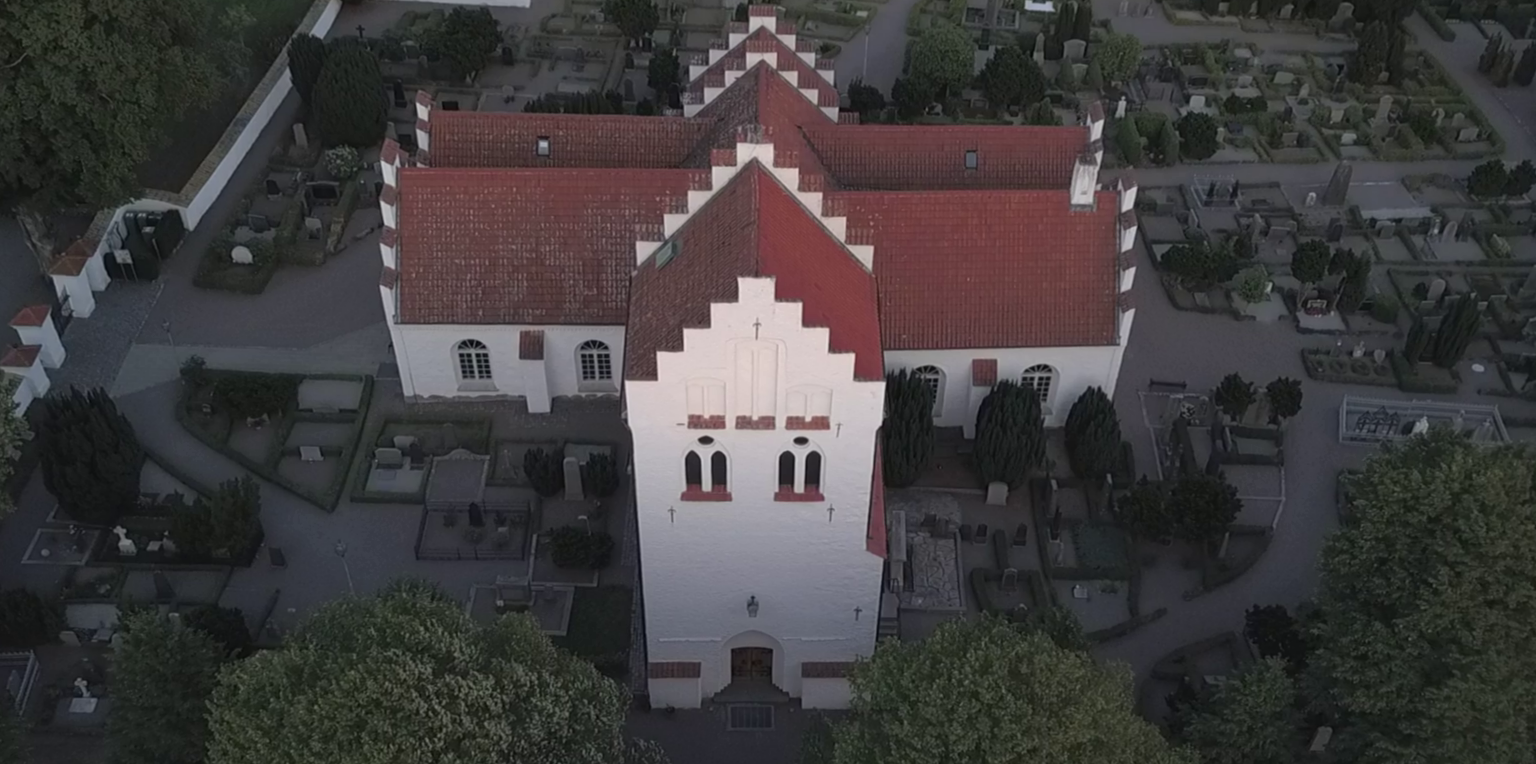
Brunnby kyrka
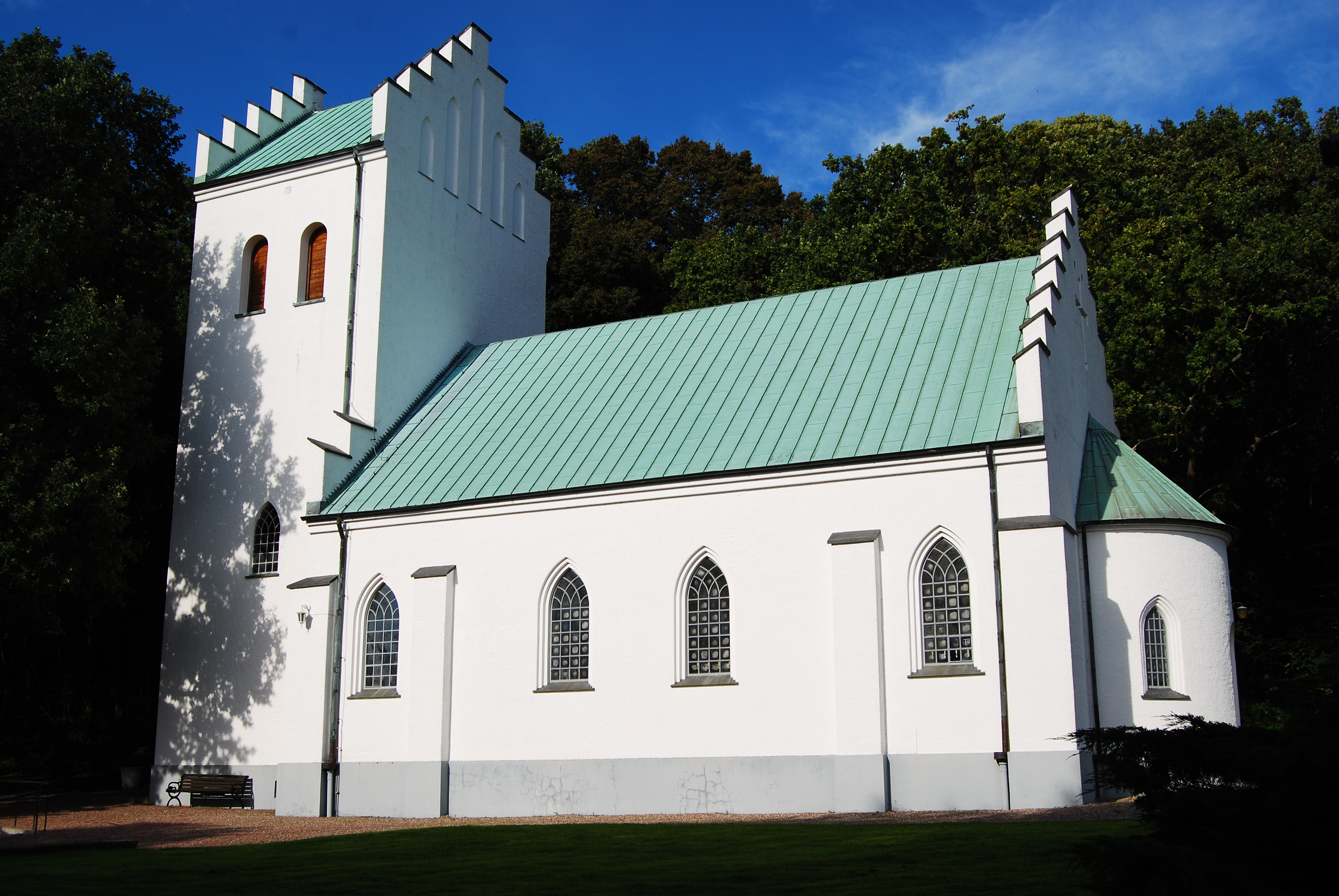
Mölle kapell

## Kyrkoherdar
- Hans Bruncktell. Kyrkoherde ca 1575 och 1576.
- Rasmus Lauritsen. Kyrkoherde ca 1610 och 1615.
- Hans Pedersen. kyrkoherde på 1620-talet.
- Mogens Matsön. Omnämnd som kyrkoherde 1636. Kyrkoherde till 1663. Död 1666. Avstod pastoratet till sin son som blev hjälppastor 1658.
- Mats Mogensön. Prästvigd 1658-11-08. Kyrkoherde 1663 till sin död 1685-05-16.
- Jesper Pinck. Förordnades som kyrkoherde 1685-07-18 men tillträdde aldrig posten.
- Enart Ebsonius (Ebbesson). Född 1654. Kyrkoherde 1687-06-08 till sin död 1704-03-06.
- Erik Sinius. Kyrkoherde från 1704-04-16 till sin död 1742-12-18.
- Johannes Klerck. Född 1711. Kyrkoherde 1744 till 1755-04-06.
- Nils Roland Borup. Född 1710. Kyrkoherde 1756-01-31 (tillträdde 1757-05-01) till sin död 1774-03-24.
- Christian Landby. Kyrkoherde 1776 till sin död 1790-03-26.
- Magnus Lundberg. Född 1727. Kyrkoherde 1791-01-18 till sin död 1800-02-22.
- Wilhelm Julius Borup. Född i Malmö 1752. Son till ovannämnde Nils Borup. Kyrkoherde 1801-01-27 till sin död 1829-05-17.
- Jesper Kullin. Kyrkoherde 1830 (tillträdde 1832) till sin död 1834.